# Торбест дланокоренник
Торбест дланокоренник (Dactylorhiza saccifera) е вид от семейство Орхидеи.

## Описание
Грудково растение, с височина до 60 см. Отличава се с напетнени листа, сравнително едри розови цветове с триделна напетнена устна и дълга “торбеста” шпора, откъдето идва името. Цъфти през лятото. Опрашва се от насекоми.

## Разпространение
Широко разпространен в страната вид, срещащ се на влажни места край реки, потоци, поляни и в гори, от низините до 2200 м надм. в. Популациите често са многочислени. Видът не е защитен.